# Giuseppe Saracco
Giuseppe Saracco (Bistagno 9 de octubre de 1821 - Bistagno 19 de enero de 1907) fue un abogado y político italiano, fue Presidente del Consejo de Ministros de Italia desde 24 de junio de 1900 hasta 15 de febrero de 1901.
También era un financiero muy estimado, nombrado Caballero de la Orden Suprema de la Santísima Anunciación por el Rey Umberto I.

## Carrera política
Saracco decidió,  dedicarse a la política, poniéndose de pie para el Colegio de Acqui Terme en el Parlamento es elegido 5 de octubre de 1851, pero su elección fue invalidada por la Cámara de Diputados del límite de edad. Sin embargo, en las elecciones suplementarias celebradas dos meses más tarde, Saracco fue elegido en el mismo colegio, logrando convertirse en diputado del parlamento subalpino.
Además de la oficina del diputado, Saracco fue repetida y durante largos años (1854-1867 y 1872-1889) también alcalde de Acqui Terme, donde se decidió, y se completó la construcción de ebullición, el monumento se convirtió en el símbolo de la ciudad spa. En la casa que sirvió para el derecho histórico, el partido de Cavour política, de la que era un ardiente partidario, pero su muerte en junio de 1861, se unieron a la izquierda histórica, el Partido Rattazzi, convirtiéndose Subsecretario de Obras Públicas en el gobierno mismo Rattazzi la 10 de marzo de 1862. Dos años más tarde, 24 de septiembre de 1864, el ministro Quintino Sella (y hermano) lo eligió como secretario general de Finanzas en el Gobierno la Marmora II, mientras que 8 de OCTUBRE de 1865 era nombrado senador por el rey Vittorio Emanuele II, obteniendo notoriedad como experto en asuntos financieros.
Presidente del Consejo Provincial de Alejandría y amigo de Agostino Depretis, titular de la izquierda después de la muerte de Rattazzi, Saracco vio la bienvenida a su nombramiento como Presidente del Consejo de Ministros del Reino de Italia en 1876, sin embargo, criticar la política económica y financiera. De hecho, en 1879, como representante de la ley en el Senado, logró posponer temporalmente la supresión del impuesto sobre la harina, impuso impopular que pesaba sobre el consumo, pero es necesario para limpiar el déficit del Estado, convirtiéndose en un firme opositor de la administración financiera del ministro Agostino Magliani, que juzgó demasiado permisivo.
Fue nombrado ministro de Obras Públicas en Depretis VIII (4 de abril a 29 de julio de 1887) La gobiernos Crispi (7 de agosto de 1887 hasta 9 de marzo de 1889), así como en los últimos dos ejecutivo puesto en marcha por el político de Sicilia (Crispi Crispi III y IV, que duró desde el 16 de diciembre de 1893 al 10 de marzo de 1896), Saracco fue capaz de mitigar los efectos negativos de algunas iniciativas políticas y económicas cuestionables de Depretis, además de establecer un sistema más racional de la participación del gobierno en la construcción de obras públicas.
El 10 de noviembre de 1898 el ministro fue elegido para la presidencia del Senado, siendo conocido por su moderación e imparcialidad; Esta es la razón por el rey Umberto I eligió 24 de junio de 1900, para formar un gobierno de reconciliación nacional después de la crisis institucional que había causado la caída del gabinete Pelloux. El político italiano octogenario logró formar un nuevo ministerio, el cual fue a una política de reconciliación entre las fuerzas conservadoras y más democrática, pero el período de su mandato se vio empañada por el asesinato del rey Umberto I, que tuvo lugar el 29 de julio de 1900 en Monza, por el anarquista Gaetano Bresci; el gobierno condenó resueltamente el gesto, obteniendo el apoyo de todas las fuerzas políticas, incluido el Partido Socialista Italiano.